# Oliver Heldens

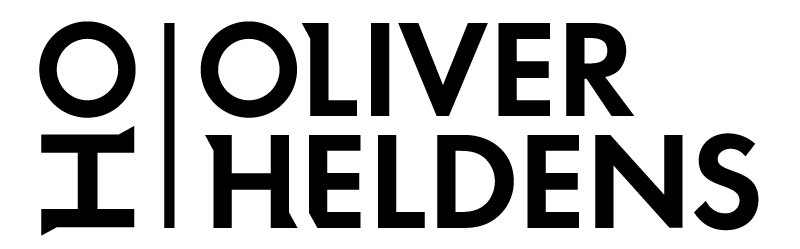
Logo d'Oliver Heldens.

Oliver Heldens (n. Róterdam, Països Baixos, 1 de febrer de 1995) és un DJ, productor i actor neerlandès. És un dels màxims referents del nou gènere conegut com a future house. Heldens va generar controvèrsies, ja que el seu estil per res és Deep house i ha rebut crítiques per part d'alguns DJs, que inclusivament van arribar a enviar-li tracks de Deep house. Oliver va esmentar que l'estil de la seva música és diferent al dels quals ell flama 'puristes'. Després de la controvèrsia, els estils associats a Oliver Heldens més aviat són el future house i el bass house, el qual ho produeix actualment amb l'àlies "HI-LO". Actualment, ocupa el lloc #9 en l'enquesta anual realitzada per la revista DJmag.

## Biografia
A l'edat de 17 anys va signar amb la discogràfica Spinnin' Records els qui ho van descobrir mitjançant les seves produccions en SoundCloud. Aquestes produccions van ser recolzades per Tiesto qui va aprofitar per fitxar-ho per a la seva discogràfica Musical Freedom. El seu primer llançament per a aquest segell va ser l'icònic senzill «Gecko» editat a la fi de 2013. Gràcies a la bona acceptació d'aquesta pista, va ser rellançada al juny de 2014 una versió vocal titulada «Overdrive» amb la col·laboració de la cantant britànica Becky Hill. Aquesta versió va aconseguir el número u en la llista de senzills del Regne Unit. Es destaquen les seves versions remezcladas de «Animals» de Martin Garrix i «Feel Good» de Robin Thicke. També té un programa radial anomenat Heldeep Radio. Al desembre de 2014 es va llançar en el Regne Unit la versió vocal de «Coala», un instrumental editat originalment a l'agost de 2014, titulada «Last All Night (Koala)» amb les veus de la cantant britànica KStewart, lloc on va aconseguir situar el seu segon senzill en el top 5. Va rebre el reconeixement del DJ britànic Pete Tong, qui ho va indicar com un dels millors i més prometedors productors del 2014 i va convidar a realitzar el seu primer Essential Mix. Ha fet també col·laboracions al costat del duo Mr. Belt & Wezol i el grup Zeds Dead, i ha fet remixes de DJ's com Tiësto, Calvin Harris i Disclosure.
El 2015 va ser l'any d'or per a Oliver, va presentar un estil mes refrescant amb temes com 'Melody', 'Bunnydance', la col·laboració amb Shaun Frank amb les vocals de Delaney Jane 'Shades of Grey' i una altra col·laboració amb l'artista Tiësto anomenada 'Wombass'. Heldens en un dels seus programes de Heldeep Radio, va confessar: "Wombass va ser el tema que més temps i dedicació li vaig posar". També va presentar un projecte anomenat "HI-LO", un àlies amb el qual ho utilitzaria per explorar el House, usant sons metàl·lics i del techno com basslines. Amb aquest àlies utilitza gèneres com el Bass House i Tech House. El primer tema de HI-LO va ser 'Crank It Up', sota el segell discogràfic Mad Decent. Abans del que seria el proper llançament de HI-LO 'Renegade Mastah', Heldens va anunciar en Twitter que ell era HI-LO: "Vaig estar produint tracks sota l'àlies de HI-LO, el primer release de la meva discogràfica "Heldeep Records" serà 'Renegade Mastah', un track sota aquest nom". Els altres releases de HI-LO són 'Wappy Flirt', un tema de descàrrega gratuïta, un remix del tema 'Meet Her At The Love Parade' pertanyent al grup Da Hool i, finalment, el 7 de desembre va llançar 'Ooh La La', que es pensa que serà l'últim release de l'any per part de l'artista.
Després de quedar en la 34º posició de la llista Top100 DJ's de la revista DJMag l'any 2014, el DJ holandès ha agafat fama fins a arribar a la 12º posició en la llista de la revista DJMag en el 2015 i en el 2016 va arribar fins a la 8° posició en la llista de la revista DJMag.

## Rànquing DJmag
| DJ             | 2014 | 2015 | 2016 |
| -------------- | ---- | ---- | ---- |
| Oliver Heldens | 34°  | 12°  | 8°   |

## Discografia
Senzills
| Any  | Cançó                    | Col·laboració              | Segell Discogràfic        |
| ---- | ------------------------ | -------------------------- | ------------------------- |
| 2013 | "Stinger"                |                            | OXYGEN / Spinnin' Records |
| 2013 | "Juggernaut"             |                            | Cr2 Records               |
| 2013 | "Striker"                |                            | Flashover                 |
| 2013 | "Triumph"                | Julian Calor               | Wooha                     |
| 2013 | "Buzzer"                 |                            | Cr2 Records               |
| 2013 | "Semtex"                 | Matt Prey                  | Descàrrega gratuïta       |
| 2013 | "Onyva"                  | Alvar & Milles             | OXYGEN / Spinnin' Records |
| 2013 | "Javelin"                | Martin Mayne               | Cr2 Records               |
| 2013 | "Panther"                | Robby East                 | OXYGEN / Spinnin' Records |
| 2013 | "Gecko"                  |                            | Musical Freedom           |
| 2014 | "Gecko (Overdrive)"      | Becky Hill                 | FFRR / Parlophone         |
| 2014 | "Koala"                  |                            | Spinnin' Records          |
| 2014 | "THIS"                   | Sander van Doorn           | Doorn Records             |
| 2014 | "Pikachu"                | Mr. Belt & Wezol           | Spinnin' Records          |
| 2014 | "Last All Night (Koala)" | KStewart                   | FFRR / Parlophone         |
| 2015 | "You Know"               | Zeds Dead                  | Spinnin' Records          |
| 2015 | "Melody"                 |                            | Spinnin' Records          |
| 2015 | "Bunnydance"             |                            | Spinnin' Records          |
| 2015 | "Shades of Grey"         | Shaun Frank & Delaney Jane | Spinnin' Records          |
| 2015 | "MHATLP (HI-LO Edit)"    | Da Hool                    | Spinnin' Records          |
| 2015 | "Wombass"                | Tiësto                     | Musical Freedom           |
| 2016 | "Waiting"                | Throttle                   | Heldeep Records           |
| 2016 | "The Right Song"         | Tiësto & Natalie La Rose   | Musical Freedom           |
| 2016 | "Ghost"                  | Rumors                     | Heldeep Records           |
| 2016 | "Space Sheep"            | Chocolate Puma             | Heldeep Records           |
| 2016 | "Flamingo"               |                            | Heldeep Records           |
| 2016 | "Good Life"              | Ida Corr                   | Heldeep Records           |
| 2017 | "I Don't Wanna Go Home"  |                            | Heldeep Records           |

| Any  | Cançó                              | Segell Discogràfic |
| ---- | ---------------------------------- | ------------------ |
| 2015 | "Crank It Up"                      | Mad Decent         |
| 2015 | "Renegade Mastah"                  | Heldeep Records    |
| 2015 | "Wappy Flirt"                      | Heldeep Records    |
| 2015 | "Ooh La La"                        | Heldeep Records    |
| 2016 | "Steam Train" (amb Chocolate Puma) | Heldeep Records    |
| 2016 | "What The Funk" (amb Danny Shah)   | Heldeep Records    |

### Remescles
- 2013: The Unlikely Candidates – Follow My Feet
- 2013: Oliver Heldens & Julian Calor – Triumph (Oliver Heldens Big Room Mix)
- 2014: Martin Garrix – Animals
- 2014: Robin Thicke – Feel Good
- 2014: Disclosure feat. Sam Smith – Latch
- 2014: Coldplay – A Sky Full of Stars
- 2014: Dr. Kucho! & Gregor Salto – Can't Stop Playing (Oliver Heldens & Gregor Salto Remix)
- 2014: The Voyagers feat. Haris – A Lot Like Love (Oliver Heldens Edit)
- 2014: Tiësto feat. DBX – Light Years Away
- 2015: Lady Bee feat. Rochelle – Return of the Mack
- 2015: Calvin Harris feat. Ellie Goulding – Outside
- 2016: G-Eazy feat. Bebe Rexha – Me, Myself & I
- 2016: Moby - Go (Com HI-LO)